# Agafia Constantin
Agafia Constantin (19 aprile 1955) è un'ex canoista romena.

## Palmarès

### Olimpiadi
- 1 medaglia:
  - 1 oro (Los Angeles 1984 nel K4 500 metri)

### Mondiali
- 8 medaglie:
  - 1 argento (Sofia 1977 nel K2 500 metri)
  - 7 bronzi (Città del Messico 1974 nel K4 500 metri; Belgrado 1978 nel K2 500 metri; Belgrado 1978 nel K4 500 metri; Duisburg 1979 nel K2 500 metri; Duisburg 1979 nel K4 500 metri; Nottingham 1981 nel K2 500 metri; Tampere 1983 nel K4 500 metri)